# Arvid Carlsson
Arvid Carlsson (Uppsala, 1923. január 25. – Göteborg, 2018. június 29.) svéd orvos, kutató. Legismertebb munkái a Parkinson-kórral kapcsolatosak. A dopamin neurotranszmitterrel kapcsolatos kutatásaiért megosztott Nobel–díjban (fiziológiai és orvostudományi kategória) részesült Eric R. Kandellel és Paul Greengarddal együtt.

## Életpályája
Carlsson Uppsala-ban született 1923-ban. Édesapja, Gottfrid Carlsson, történész, később a Lundi Egyetem történelem professzora. Carlsson a Lundi Egyetemen kezdte  medikusi tanulmányait 1941-ben. 1944-ben részt vett a náci koncentrációs táborokból Svédországba menekített foglyok orvosi kivizsgálásában, amely akciót a svéd királyi család tagja, Folke Bernadotte szervezett. 
Svédország semleges volt a második világháború alatt, ennek ellenére Carlson több évre megszakította a tanulmányait, mert katonai szolgálatot látott el. 1951-ben Ph.D fokozatot szerzett. Ezután a Lundi Egyetem professzora lett. 1959-ben lett a Göteborgi Egyetem professzora.
1957-ben Carlsson kimutatta, hogy a dopamin az agyban egy neurotranszmitter, és nem csak a noradrenalin egy előfutára, ahogy azt korábban gondolták. Mialatt Carlsson munkatársa volt az Astra AB vállalatnak, ő és munkatársai kidolgozták a zimeldine piaci forgalmazását, amely az első antidepresszáns volt.
Carlsson kifejlesztett egy módszert, mellyel ki lehet mutatni az agyi szövetekben lévő dopamin szintet. Kutatásai során azt találta, hogy a törzsdúcokban (bazális ganglion) – amely az agy, egy a mozgást befolyásoló fontos területe – a dopamin szint különösen magas.
Kimutatta, hogy ha állatoknak adnak rezerpint, akkor ez csökkenti a dopamin szintet és csökkenti a mozgás feletti kontrollt. A hatás hasonló volt a Parkinson-kór tüneteihez. Az állatoknak adott L-Dopa (Levodopa) szer után, a tünetek enyhültek. Ezek az eredmények alapján Parkinson-kórban szenvedő betegeknek adtak L-Dopát, és azt tapasztalták, hogy csökkenti a Parkinson-kór egyes tüneteit, a kór kezdeti stádiumában. Az L-Dopa az alap eszköze a Parkinson-kórban szenvedő betegek kezelésénél.

## A víz fluoridálásának ellenzése
Carlsson ellenezte az ivóvíz fluorizálását. Részt vett Svédországban az ivóvízzel kapcsolatos vitákban és segített meggyőzni a kormányzatot abban, hogy belássa, a fluorizálás etikailag illegális. Azt gondolta, hogy a fluorizálás megsérti a farmakológiai elveket, és a gyógyszerelést az egyénekhez kell szabni.